# Kvarteret Bacchus

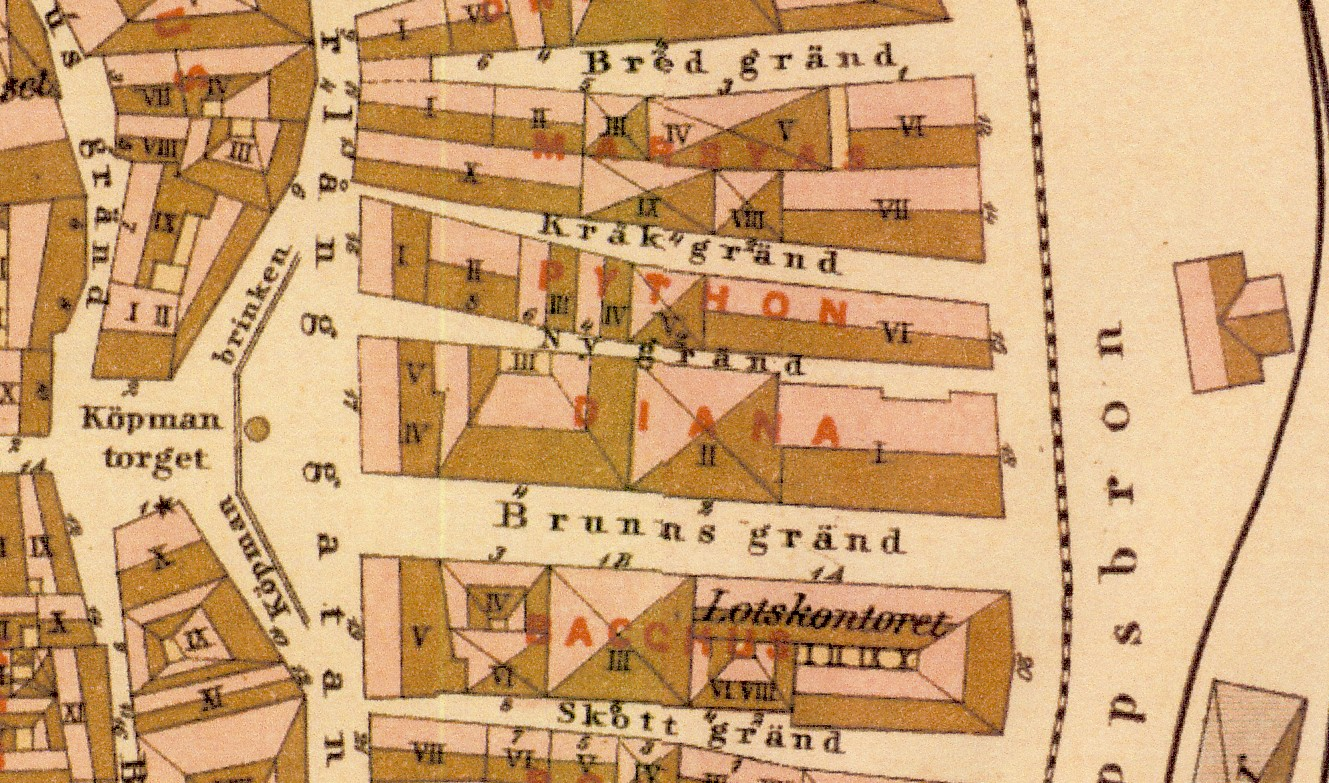
Kvarteren Marsyas, Python, Diana och Bacchus på Lundgrens karta 1885. Här anges fortfarande en äldre kvartersindelning. Kartan visar även Tottieska huset som revs 1901.

Kvarteret Bacchus är ett kvarter i Gamla stan i Stockholm. Kvarteret omges av Österlånggatan i väst, Brunnsgränd i norr,  Skeppsbron i öst och Skottgränd i syd. Området för dagens kvarter Bacchus kom till efter 1640-talet då Östra stadsmuren revs och ny byggbar mark anlades på delvis utfylld mark längs Skeppsbron. Norr om kvarteret i dagens kvarteret Diana låg det medeltida Fiskartorget.

## Etymologi
Den övervägande delen av kvarteren i Gamla stan har döpts efter begrepp (främst gudar) ur den grekiska och romerska mytologin. Bacchus var i den romerska mytologin rusets och vinets gud.

## Fastigheter i urval

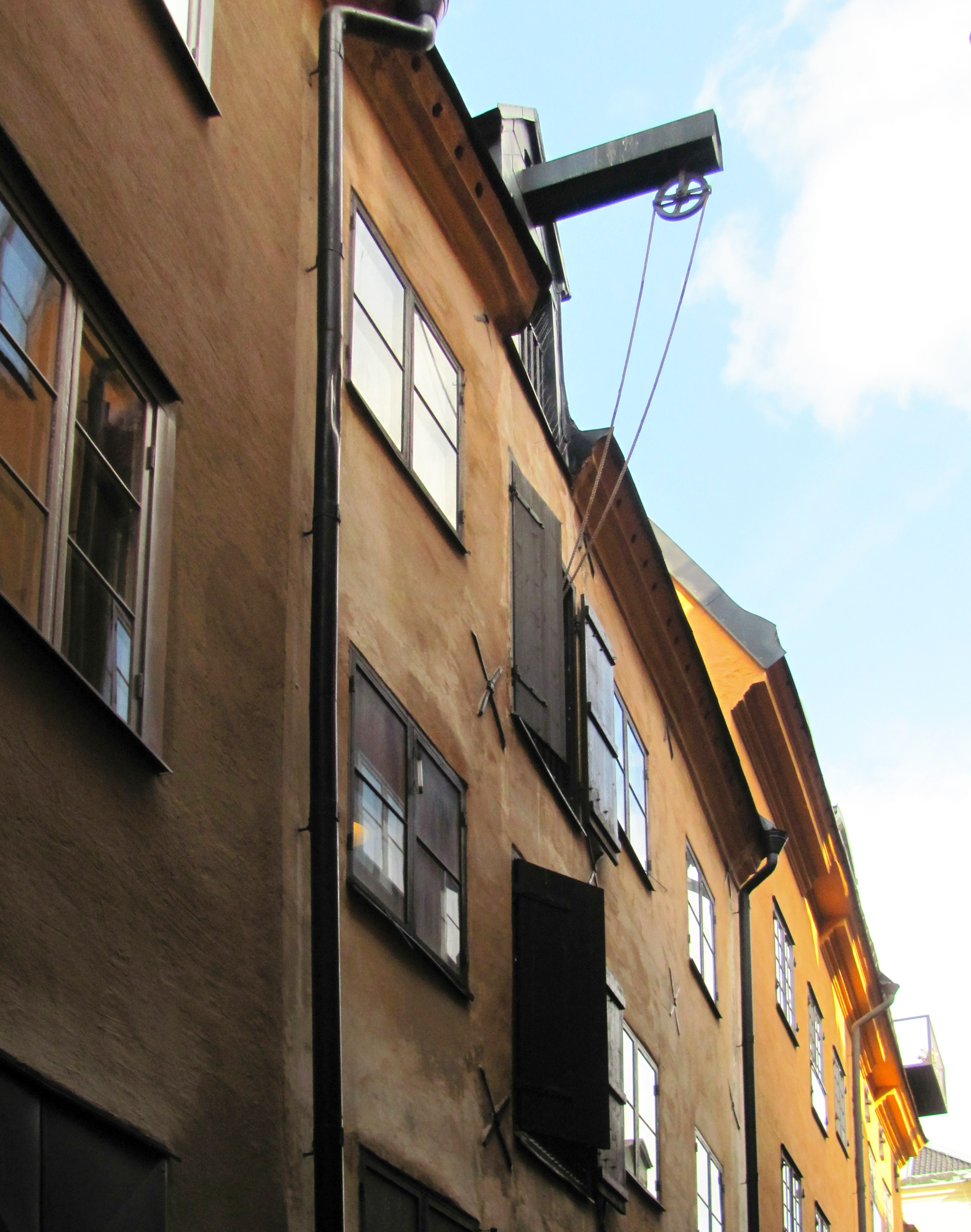
"Bacchus 6" med kvarvarande lastbom, Skottgränd nr 6.

Kvarteret bildades år 1729 och hade då 15 fastigheter (Östra 60, Östra 61, Östra 62, Östra 63, Östra 64, Östra 65, Östra 66, Östra 67, Östra 68, Östra 70, Östra 71, Östra 72, Östra 73 och Östra 74. På Lundgrens karta från 1885 redovisas 10 fastigheter med romerska siffror (Bacchus I-X). Idag har kvarteret fem fastigheter: Bacchus 1, 3, 4, 5 och 6.

### Bacchus 1
Största fastigheten i kvarteret är Bacchus 1. Den utgör den östra hälften av kvarteret mot Skeppsbron. Första huset var från 1600-talets slut och ritades av Nicodemus Tessin den äldre som sin egen bostad (byggd 1674), därför kallades byggnaden även Tessinska huset. På 1770-talet och senare var köpmannafamiljen Tottie genom Anders Tottie (1739-1816) ägare till fastigheten. På 1880-talet hade Lotskontoret sina lokaler i byggnaden vid Brunnsgränd 1A.
År 1901 revs huset för att bereda plats för Brandstodsbolagets hus som ritades av Isak Gustav Clason. Huset ägs idag av Vasakronan och bland hyresgästerna finns bland annat Filippinernas ambassad och Rumänska kulturinstitutet.

### Bacchus 5
Byggnaden i Bacchus 5 med adress Österlånggatan 19 upptar hela kvarterets bredd. Från sent 1700-tal och långt in på 1800-talet fanns här Källaren Riga. År 1876 ändrades fasaden och fick sitt nuvarande utseende. Bygglovsritningen är undertecknad av stadsarkitekten Ludvig Hedin den 24 maj 1876. Omkring 1917 flyttade ett segelmakeri in i bottenvåning och i lokalen på våning 1 tr. Verksamheten höll på till 1977. År 1916 fanns även en salubod i bottenvåningen. Den gamla traditionen med aktiviteter och föremål kring äldre fartyg upprätthålls idag av Fartygsmagasinet som har sin butik i husets bottenvåning.

### Bacchus 6
Huset i Bacchus 6 med adress Skottgänd 6 är en magasinsbyggnad i fyra våningar med vind. Magasinet uppfördes 1818, men har ett ålderdomligt uttryck som knyter an till äldre magasinen. Byggnaden har sin ursprungliga hissanordning kvar samt alla lastluckor, en för varje våningsplan. Huset är ett statligt byggnadsminne och är ett av få återstående av de tidigare så talrika magasinen vid gränderna bakom Skeppsbrons handelshus.

## Bilder

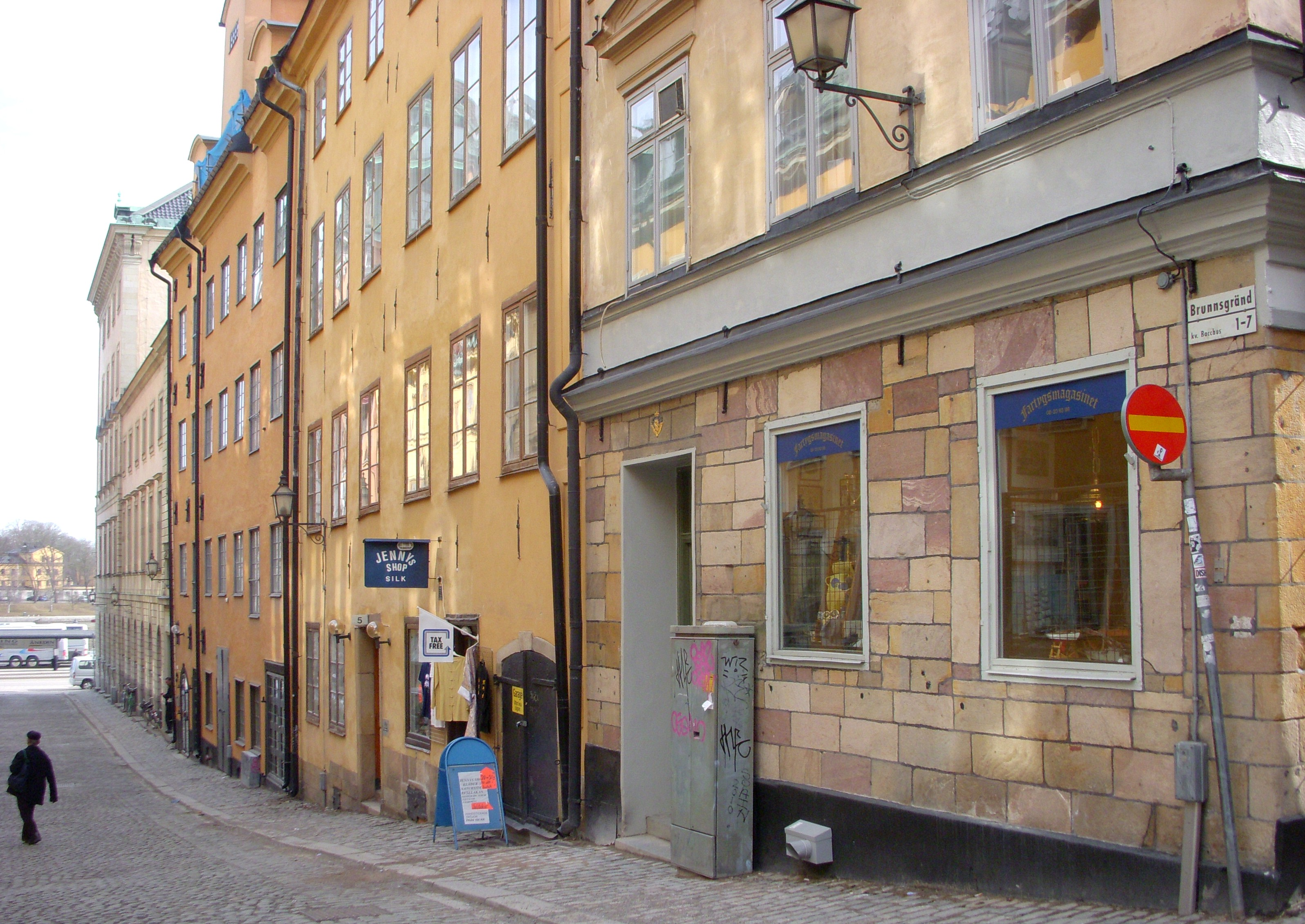
"Bacchus 5, 4, 3 och 1" mot Skeppsbron
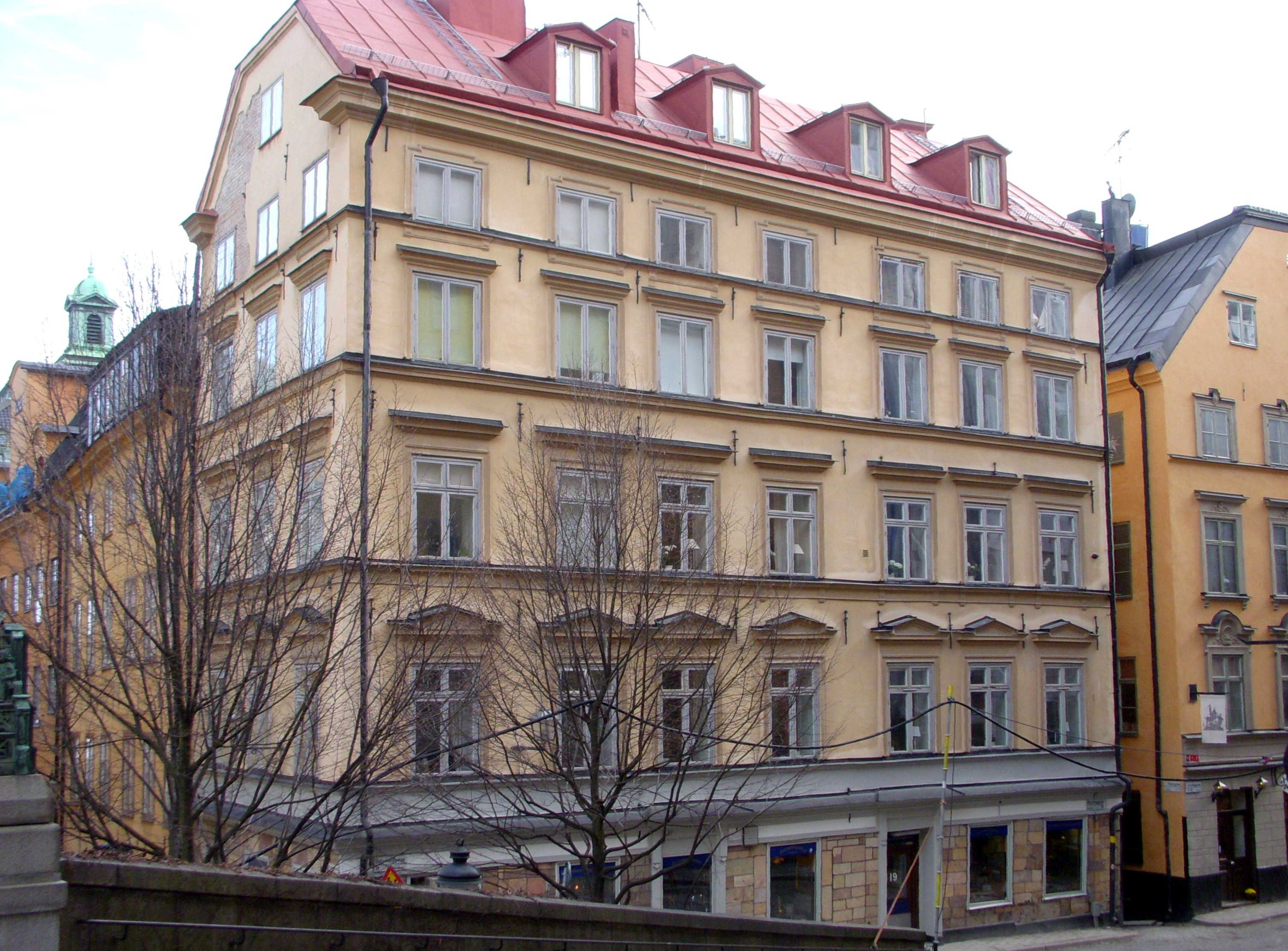
"Bacchus 5" mot Österlånggatan med Fartygsmagasinet i bottenvåningen
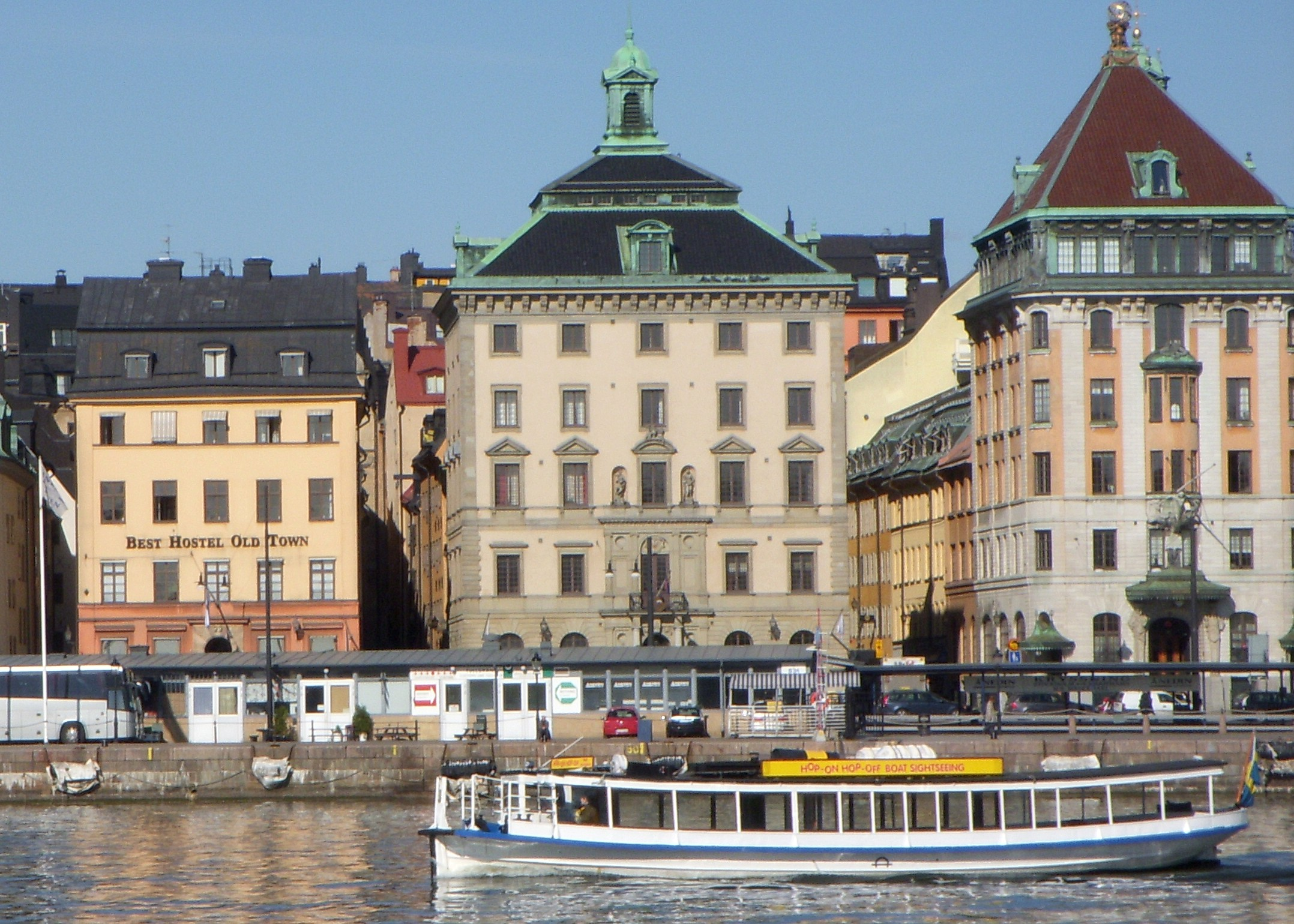
"Bacchus 1" mot Skeppsbron med Brandstodsbolagets hus i mitten
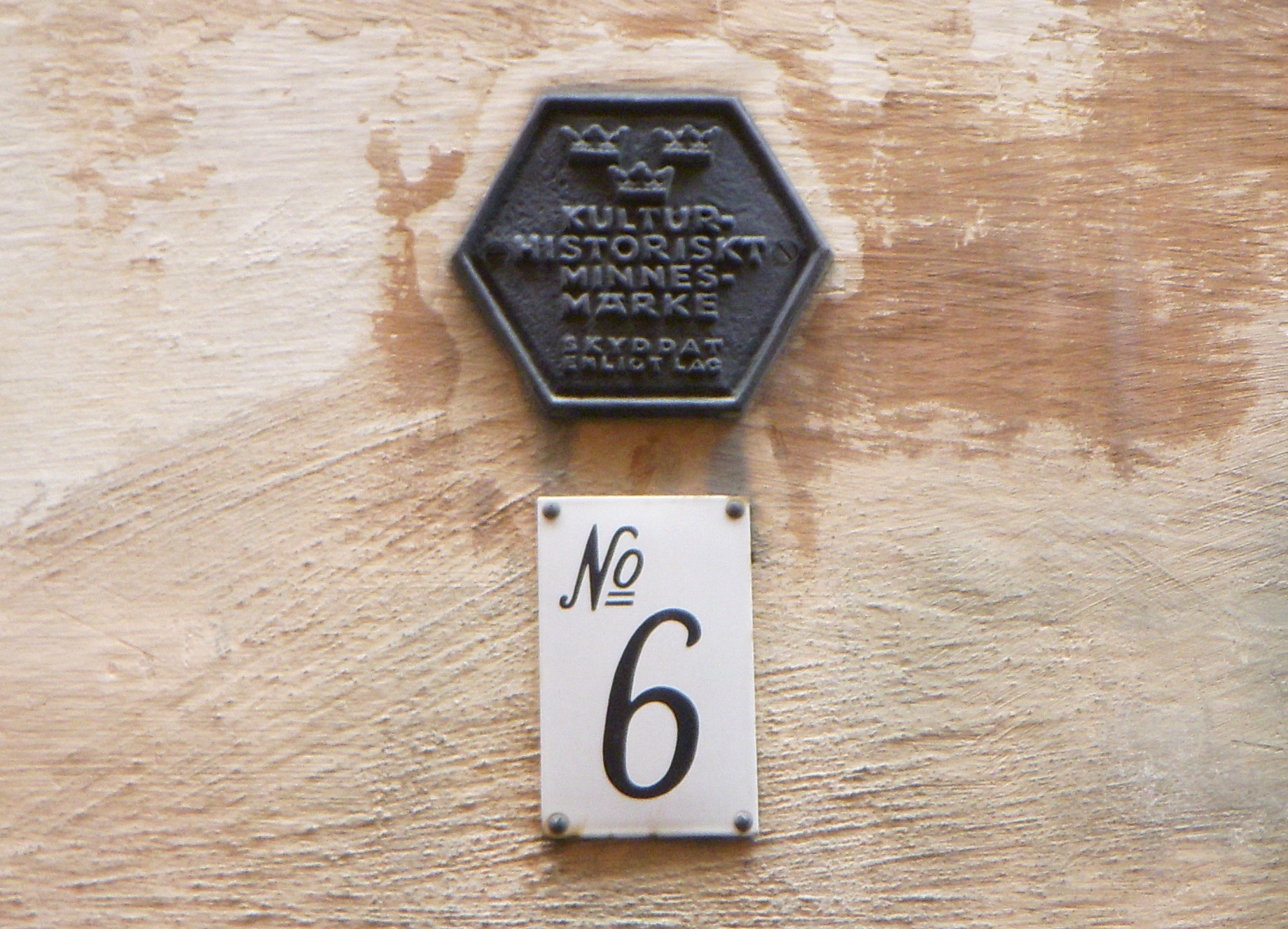
Skottgränd 6 med skylt som anger byggnadsminne